# Marito, si... ma a modo mio!
Marito, si... ma a modo mio! (Fourteenth Lover o The Fourteenth Lover) è un film muto del 1922 diretto da Harry Beaumont. La sceneggiatura del film si basa su The Fourteenth Lover, racconto di Alice D.G. Miller di cui non si conosce la data di pubblicazione. Prodotto e distribuito dalla Metro Pictures Corporation, aveva come interpreti Viola Dana, Jack Mulhall, Theodore von Eltz, Kate Lester.

## Trama

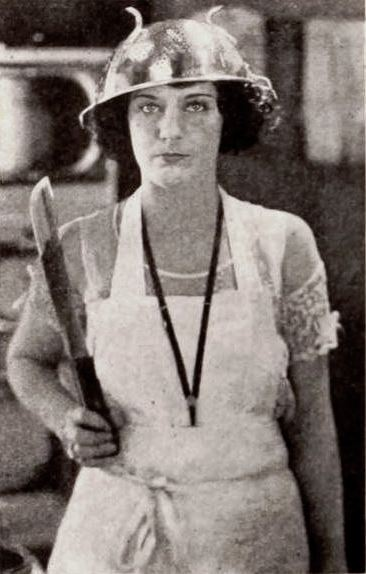
Viola Dana nel film

Vi Marchmont è una ragazza piena di corteggiatori, tanto da indurre suo padre e la zia Letitia ad intervenire per mettere fine alla cosa. Vi, con l'aiuto del medico di famiglia, convince il padre e la zia di aver bisogno di ritirarsi in campagna per ragioni di salute. Nella tenuta del padre, lavora un bel giardiniere, Richard Hardy, che conquista subito la ragazza. Scoperta la tresca, interviene la zia, che manda via il giovane mentre Van Ness, uno dei pretendenti di Vi, cerca di convincerla che Richard è già sposato. Lei però non ci casca e aspetta fiduciosa il ritorno dell'innamorato. Questi, intanto, cerca conforto da sua madre che si reca da Vi. La ragazza, nonostante le rimostranze di Richard, decide di passare la notte a casa sua (anche se lui, in realtà, dormirà fuori). La mattina seguente, annuncia che non potrà essere felice finché non saranno sposati, convincendolo a fuggire con lei.

## Produzione
Il film fu prodotto dalla Metro Pictures Corporation.

## Distribuzione
Il copyright del film, richiesto dalla Metro Pictures, fu registrato il 4 gennaio 1922 con il numero LP17442. Distribuito negli Stati Uniti dalla Metro Pictures Corporation, il film uscì nelle sale cinematografiche il 9 gennaio 1922.
Copia completa della pellicola si trova conservata negli archivi delle MGM.